# Merovac
Merovac (cyr. Меровац) – wieś w Serbii, w okręgu toplickim, w mieście Prokuplje. W 2011 roku liczyła 107 mieszkańców.